# تامی گراهام
تامی گراهام (به انگلیسی: Tommy Graham) بازیکن فوتبال زادهٔ ۱۲ مارس ۱۹۰۵ اهل کشور انگلستان که سابقهٔ بازی در تیم ملی فوتبال انگلستان را در کارنامهٔ خود دارد. وی در تاریخ ۱۴ مه ۱۹۳۱ نخستین بازی ملی خود را در مقابل تیم ملی فوتبال فرانسه انجام داد و با حضور در ۲ بازی ملی، در تاریخ ۱۷ اکتبر ۱۹۳۱ واپسین بازی ملی‌اش را در برابر تیم ملی فوتبال ایرلند شمالی برگزار کرد.